# Episodi di Mare fuori (quinta stagione)
La quinta stagione della serie televisiva Mare fuori, composta da dodici episodi, viene distribuita in prima visione assoluta da RaiPlay: i primi sei episodi il 12 marzo 2025, mentre i restanti sei il 26 marzo. Viene inoltre trasmessa in chiaro su Rai 2 dal 26 marzo al 7 maggio 2025 (anche se inizialmente l'ultima puntata era prevista per il 30 aprile). Le ultime due puntate, inizialmente previste per il 23 e il 30 aprile, sono slittate di una settimana, in seguito alla morte di Papa Francesco.
| nº | Titolo                    | Pubblicazione | Prima TV       |
| -- | ------------------------- | ------------- | -------------- |
| 1  | Il patto                  | 12 marzo 2025 | 26 marzo 2025  |
| 2  | La ruota gira             | 12 marzo 2025 | 26 marzo 2025  |
| 3  | I rischi della fiducia    | 12 marzo 2025 | 2 aprile 2025  |
| 4  | Non è colpa tua           | 12 marzo 2025 | 2 aprile 2025  |
| 5  | Strade perdute            | 12 marzo 2025 | 9 aprile 2025  |
| 6  | Il labirinto delle verità | 12 marzo 2025 | 9 aprile 2025  |
| 7  | Ad ogni costo             | 26 marzo 2025 | 16 aprile 2025 |
| 8  | Le seconde occasioni      | 26 marzo 2025 | 16 aprile 2025 |
| 9  | L'eco del male            | 26 marzo 2025 | 30 aprile 2025 |
| 10 | Un'altra vita             | 26 marzo 2025 | 30 aprile 2025 |
| 11 | La verità                 | 26 marzo 2025 | 7 maggio 2025  |
| 12 | Innocente                 | 26 marzo 2025 | 7 maggio 2025  |

## Il patto
- Diretto da: Ludovico Di Martino
- Soggetto di: Maurizio Careddu, Luca Monesi, Angelo Petrella con la collaborazione di Sara Cavosi e Elena Tramonti
- Sceneggiatura di: Maurizio Careddu

### Trama
L'episodio inizia con Rosa, completamente nuda, che fa il bagno nel mare pensando a Carmine, lui era la cosa più pura nella sua vita, ed è per questo che ha deciso di lasciarlo: per non metterlo in pericolo dato che ormai lei non è più capace di dominare il suo lato oscuro. Rosa nel mausoleo dei Ricci nel Cimitero di Poggioreale, trova il cadavere di Edoardo constatando che i soldi della propria famiglia sono spariti. Arriva poi Carmela che stava chiamando al telefono il marito, e realizzando la sua morte, ne rimane sconvolta e grida dal dolore. Rosa poi schiaffeggia Carmela quando lei gli rivela che Edoardo aveva ucciso Don Salvatore in reazione al fatto che quest'ultimo aveva orchestrato con i Di Salvo l'attentato contro Edoardo. Carmela ha capito di aver sbagliato, perché avrebbe dovuto usare i soldi che Rosa le aveva concesso per trovarsi la propria stabilità, ma non ha resistito alla tentazione di usarli per riconquistare Edoardo. Adesso Carmela e Rosa decidono di tenere nascosta la verità sulla morte di Edoardo lasciando il corpo del ragazzo nel mausoleo; ora Rosa desidera ricreare il clan dei Ricci e Carmela dovrà aiutarla.
Rosa torna all'IPM, e in effetti Massimo, Sofia e Silvia non nascondono il loro dispiacere, in quanto speravano che avrebbe lasciato Napoli con Carmine, ma ormai appare evidente che desidera guidare il clan camorrista del defunto padre. Gianni durante un permesso d'uscita visita un conservatorio di musica, poi tornando in carcere confessa ad Alina che gli piacerebbe frequentarlo ma teme di non essere all'altezza di quel tipo di ambiente, in quanto lui non è come Filippo che ha dovuto studiare per anni al fine di diventare un bravo musicista.
Massimo, ignaro che Edoardo sia morto, si mette a cercarlo credendo erroneamente che si sia dato alla latitanza. Maria va all'IPM ma non trova il coraggio di parlare alla figlia, Massimo nota la sua presenza ma lei decide di andarsene in sella al proprio motorino, Massimo però trovando sospetta la presenza della donna chiede al suo amico Roberto di rintracciarla tramite il numero di targa del motorino. Silvia tenta ancora di provare la sua innocenza, dato che rischia la condanna per la morte di Alfredo; lei ormai ha capito che sono state le sue pessime scelte a metterla nei guai, e solo Angelo potrebbe scagionarla se ammettesse che la notte della morte di Alfredo loro due erano stati insieme dandole l'alibi che le serve. Silvia rivela a Lino di aver rammentato un dettaglio: Angelo ha un voglia dietro la schiena.
All'IPM arrivano due nuovi detenuti, Samuele Zago e Federico Notari, i quali sono stati trasferiti dal carcere minorile di Milano dato che erano coinvolti in una rivolta trasformata poi in un incendio. Gli altri detenuti li prendono in antipatia dato che sono entrambi estremamente arroganti, Samuele ha notato che all'IPM manca una linea di comando tra i detenuti, quindi non sarà difficile far entrare la droga nel carcere e ottenere dei profitti, ma deve trovare un agente penitenziario che faccia da complice. Silvia, nella disperazione del momento, corre nel cortile e strappa la maglia ad Angelo davanti a tutti, ma sulla schiena del ragazzo non c'è la voglia.
Simone Caramitti è un ragazzo che vive a Coroglio, la zia è la sua unica famiglia dopo che la madre Lucia è morta dato che era gravemente malata, ed in punto di morte gli ha rivelato un'inaspettata verità: il padre di Simone era Don Salvatore il quale non ha voluto riconoscerlo come uno dei suoi figli. Simone è fedele a Donna Wanda (la quale è attualmente in carcere), quindi seguendo un piano da loro escogitato in passato, Simone di finge di attentare alla sua vita, venendo quindi poi arrestato e portato all'IPM. 
- Altri interpreti: Clio Buren (Lucia Caramitti).
- Guest: Giacomo Giorgio (Ciro Ricci), Raiz (Don Salvatore Ricci).
- Ascolti Total Audience: 1.130.000 - 5,82%

## La ruota gira
- Diretto da: Ludovico Di Martino
- Soggetto di: Maurizio Careddu, Luca Monesi, Angelo Petrella con la collaborazione di Sara Cavosi e Elena Tramonti
- Sceneggiatura di: Maurizio Careddu

### Trama
Milos tenta una riconciliazione con Luigi, ma lui prova solo indifferenza per Milos. In quel momento, quest'ultimo arriva a confessargli di aver ucciso Edoardo: aveva sentito Luigi e Raffaele che nella loro cella stavano parlando dei soldi dei Ricci nascosti nel mausoleo al Cimitero di Poggioreale, decise allora di anticiparli essendo fuori dal carcere con il permesso d'uscita, e dunque ne approfittò per appropriarsi dei soldi, uccise Edoardo colpendolo alla testa con una pala, reputandolo la causa della sua rottura con Luigi. Milos propone a Luigi di fuggire con lui: potranno lasciare Napoli adesso che hanno tutto il denaro di cui hanno bisogno.
Teresa telefona a Carmela chiedendole dove può trovare Edoardo visto che aspetta un figlio da lui, tuttavia Carmela si rifiuta di darle delle risposte. All'IPM arrivano due nuove ragazze, Marta e Sonia, mentre Alina convince Gianni a partecipare a un contest di musica a Roma dove il vincitore avrà un contratto con un'etichetta discografica. Intanto viene inaugurato il nuovo corso all'IPM sulla preparazione del caffè gestito da Rosario. Mimmo a breve dovrà testimoniare contro Wanda ma confessa a Massimo che inizia ad avere dei ripensamenti, dato che lei ha minacciato di far del male alla sua famiglia. Massimo e Sofia propongono di inserire Mimmo, così come sua madre e i fratellini, nel programma di protezione testimoni, ma la madre di Mimmo a causa dell'astio contro il figlio, non accetta.
Rosa, saputo da Luigi che Simone ha cercato di uccidere Donna Wanda, inizia a mostrare verso di lui dell'interesse. Samuele riceve la visita della sua ragazza in carcere, ma è solo un espediente: infatti i due si scambiano le scarpe così da passare a Samuele i soldi e la droga, in modo che lui e Federico inizino così a spacciare dentro al carcere. Samuele offre gratuitamente della metanfetamina a Diego.
Massimo rintraccia la casa dove abita Maria, avendola notata in chiesa quando Rosa e Carmine avrebbero dovuto sposarsi, lei però si presenta con il nome di Assunta Esposito e mente a Massimo affermando che lavorava come domestica per la famiglia Ricci. Intanto, nell'IPM Milos confessa a Luigi dove ha nascosto i soldi che aveva trovato al mausoleo, tuttavia Luigi lo tradisce rivelando a Rosa che Edoardo è morto ma dalla reazione della ragazza intuisce che lei già lo sapeva. Luigi però ha capito che l'unica cosa che non sa è l'identità dell'assassino, lui le rivela chi ha ucciso Edoardo e dove sono nascosti i soldi dei Ricci, in cambio di qualcosa.
In carcere, Rosa riceve la visita di Carmela alla quale confessa che è stato Milos a ucciderle il marito, e adesso Carmela esige vendetta ma Rosa le impone di pazientare, poiché uccidere Milos non è una priorità, infatti adesso Carmela deve prendere i soldi dei Ricci ora che sanno dove sono nascosti.
- Altri interpreti: Artemisia Meinero (fidanzata di Samuele).

- Ascolti Total Audience: 940.000 - 6,27%

## I rischi della fiducia
- Diretto da: Ludovico Di Martino
- Soggetto di: Maurizio Careddu, Luca Monesi, Angelo Petrella con la collaborazione di Sara Cavosi e Elena Tramonti
- Sceneggiatura di: Angelo Petrella

### Trama
Luigi confessa a Raffaele che Milos ha ucciso Edoardo e che gli ha rivelato dove ha nascosto i soldi dei Ricci dopo che li aveva rubati. Raffaele desidera impadronirsi di quei soldi, ma Luigi gli spiega che ha preferito affidarli a Rosa, perché se lui e Raffaele si fossero impadroniti di quel denaro sarebbe stata per entrambi una condanna a morte, visto che non avrebbero saputo come gestirlo da soli, così adesso invece Rosa li farà diventare membri del clan dei Ricci. Rosa è piuttosto sorpresa dal cinismo di Luigi dato che, pur amando Milos, non ha esitato a tradirlo, Luigi si limita a dirle che i sentimentalismi nel loro ambiente non servono a nulla.
Diego vuole altra droga da Federico e Samuele, ma solo la prima dose era gratuita, adesso vogliono da lui dei soldi. Simone informa Rosa del traffico di metanfetamine che Federico e Samuele hanno messo in piedi. Così Rosa manda Luigi e Simone a punirli, aiutati da Raffaele e Pino, infatti gli tendono un agguato nelle docce, tuttavia Samuele e Federico non si lasciano intimorire e fanno a pugni con loro, è solo l'arrivo di Massimo a fermare la rissa.
Carmela va a trovare Rosa in carcere e le porta un libro, al cui interno è nascosta una banconota da 500 €, prova che ha trovato il denaro. Carmela fa pressione per uccidere Milos, ma Rosa la esorta a concentrarsi sulle piazze di spaccio, ricordandole che Ciro e Edoardo volevano conquistare Napoli ma ora tocca a lei e Carmela guidare il clan, e devono usare il denaro per pagare gli spacciatori e portarli dalla loro parte. La zia di Simone va a trovare Donna Wanda in carcere spiegandole che la casa della famiglia di Mimmo è presidiata dalla polizia, chiaro segno che stanno per metterli nel programma di protezione testimoni e che Mimmo testimonierà contro Donna Wanda. A Simone è stato dato il compito di guadagnarsi la fiducia di Rosa in modo da tenere informata Donna Wanda di ogni sua mossa, la zia di Simone le spiega che Rosa e Carmela stanno conquistando le piazze di spaccio.
Massimo va a trovare Maria scoprendo che le piace dipingere, lei gentilmente gli regala un quadro e Massimo lo porta all'IPM. Dato che Silvia ha un permesso d'uscita, Lino la porta in un ristorante, anche se non ha abbastanza soldi per pagare il conto. Anche se Silvia era disposta a fare sesso con lui, Lino non volendo approfittare della situazione, si limita a riaccompagnarla a casa. Intanto, Teresa va a fare un'ecografia scoprendo che quella che aspetta è una bambina. Successivamente, va a casa di Carmela per chiederle di Edoardo, ignara che egli è morto, anche perché Carmela si rifiuta di raccontarle la verità, poi Carmela si mette a piangere, perché per lei è sempre più difficile convivere con il peso di questo segreto.
Tommaso Aponte è un ragazzo che, in piena notte, viene aggredito da due teppisti che gli rubano la sua collanina, il giorno dopo, proprio nello stesso luogo dove era stato picchiato, rivede uno dei due malviventi, e lo uccide investendolo con la propria auto e riprendendosi la collanina. Mentre Tommaso è a casa insieme alla madre Tiziana, vengono raggiunti dalla polizia, Tommaso viene arrestato per omicidio e portato all'IPM.
La madre di Mimmo va a trovarlo in carcere ammettendo che è orgogliosa di lui per aver deciso di testimoniare contro Donna Wanda, così adesso ha capito di aver trattato male suo figlio: lo aveva giudicato ma lei stessa si è quasi fatta sottomettere da Donna Wanda avendo dato prova di non essere migliore di Mimmo, quindi decide di lasciare Napoli con lui unendosi al programma di protezione testimoni. Mimmo abbraccia con affetto Pino, Gianni e Gennaro, anche Pietro, il figlio del comandante assiste alla sua partenza e gli stringe la mano; poi Mimmo saluta Massimo ringraziandolo per ciò che ha fatto per lui, infine abbandona il carcere.
Raffaele desidera fumare una sigaretta e quindi Simone, gentilmente, gli regala il proprio accendino. Luigi e Raffaele discutono sulla morte di Edoardo e sull'arresto di Wanda ora che, grazie alla confessione di Mimmo, lei è dietro le sbarre, e quindi Rosa e Carmela non avranno più ostacoli, senza sapere che dentro l'accendino si nasconde un registratore. Simone si riprende l'accendino e lo dà alla zia che tramite una guardia carceraria fa consegnare la registrazione a Donna Wanda che ora ha scoperto della morte di Edoardo.
- Altri interpreti: Lia Carfora (madre di Mimmo).
- Guest: Giacomo Giorgio (Ciro Ricci).
- Ascolti Total Audience: 1.095.000 - 4,99%

## Non è colpa tua
- Diretto da: Ludovico Di Martino
- Soggetto di: Maurizio Careddu, Luca Monesi, Angelo Petrella con la collaborazione di Sara Cavosi e Elena Tramonti
- Sceneggiatura di: Luca Monesi

### Trama
Rosa è infastidita dalla presenza di Tommaso il quale non fa che guardarla male. Durante il corso per la preparazione del caffè, lui arriva a insultarla affermando che è disgustato da lei e dall'ambiente camorrista a cui appartiene. Rosa, non potendo tollerare una tale mancanza di rispetto, manda Luigi e Simone a dargli una lezione, i due ragazzi si mettono a picchiarlo, e in effetti Simone voleva accoltellarlo ma Luigi è riuscito a impedirglielo non ritenendo opportuno arrivare a tanto.
Lino ha scoperto che Samuele riceve droga dalla propria ragazza tramite lo scambio delle scarpe in sala colloqui, lo aveva capito dal fatto che le scarpe non sono della misura di Samuele. Quest'ultimo però, insieme a Federico, convince Lino a sorvolare, sapendo che non guadagna molto, e in cambio del suo silenzio sono disposti a corromperlo. La madre di Raffaele va a trovarlo in carcere, lei e Massimo gli fanno una sorpresa: sono riusciti ad ammetterlo in una squadra di calcio giovanile dove gioca Pietro, e potrà prendere parte agli allenamenti grazie ai permessi d'uscita, però gli viene imposta come condizione che Raffaele riprenda a studiare.
La domanda di ammissione al contest musicale di Gianni è stata accolta, e lui in uno slancio di felicità arriva a baciare Alina mettendola a disagio: lei mette in chiaro con Gianni che lo vede solo come un amico. Luigi tenta di convincere Raffaele a rinunciare al calcio, poiché è da tanto che non lo pratica e non riuscirebbe a fare carriera, al contrario se entrano ufficialmente nel clan dei Ricci, Rosa è disposta a premiarli con una casa tutta per loro dove potranno andare a vivere con la loro mamma. Massimo, avendo visto che Rosa aveva notato il quadro che Maria gli aveva regalato, lo fa portare nella cella della ragazza.
Con dei flashback si scopre di più sul passato di Tommaso: due anni prima, il giorno del compleanno del suo fratellino Eugenio, lo portò al luna park, ma arrivarono alcuni ragazzi in sella a degli scooter per una stesa, uno di loro armato di mitragliatore spaventò la folla sparando. Tommaso che si era allontanato da Eugenio, lo trovò morto per via di una ferita d'arma da fuoco. Tommaso da allora conservò la collanina di Eugenio, la madre Tiziana (che lavora in magistratura) tentò di dargli forza ma Tommaso era totalmente immerso nel proprio rancore per l'ingiusta morte del fratello, anche perché non si era mai scoperta l'identità dei colpevoli.
Carmela, forte della reputazione di Edoardo (dal momento che nessuno sa che è morto) sta conquistando potere tra le piazze di spaccio. La zia di Simone spiega a Wanda che, dato che quest'ultima rimarrà in carcere a causa della testimonianza di Mimmo, l'influenza di Carmela sta aumentando. Anche se Wanda è consapevole che Edoardo è morto, preferisce non rendere la cosa di dominio pubblico, ma ora l'unica cosa che vuole è la morte di Carmela. Quest'ultima va a trovare Rosa in carcere spiegandole che non è facile gestire Teresa la quale si è presentata a casa sua per sapere del marito, e Rosa le suggerisce di usare con Teresa un atteggiamento meno aggressivo, almeno per evitare che la situazione si complichi. Prima di lasciare il carcere, Carmela incrocia Milos promettendogli che lo ucciderà. In quel momento, Simone che ha assistito alla scena capisce che Milos e Luigi si amano, e che quest'ultimo ha tradito Milos.
Sofia, senza dare spiegazioni a Beppe, si assenta temporaneamente per andare a Parigi. Samuele e Federico continuano a spacciare metanfetamine, e ormai Diego ne è dipendente. Lino con i soldi ottenuti da Federico e Samuele regala un braccialetto a Silvia, ma poi vede Diego stare male per colpa della droga, e si arrabbia e arriva quasi ad aggredire Samuele. Nella mensa, Simone passa un'arma a Milos esortandolo a difendersi, infine quest'ultimo nelle docce prova a uccidere Luigi ma egli lo disarma; non si pente di averlo venduto a Rosa e Carmela, e lo odia per non aver avuto il coraggio di confessare la propria omosessualità davanti a tutti come fece lui.
Nonostante l'antipatia che Rosa prova per Tommaso, è visibilmente dispiaciuta per lui vedendo con quanta ostilità ha trattato Tiziana in sala colloqui, inoltre Silvia le rivela che lui perse il fratellino a causa di alcuni delinquenti. Nelle docce, Lino vede che sulla schiena di Angelo c'è la voglia menzionata da Silvia, e adesso ha la conferma che Silvia non si era sbagliata. 
- Altri interpreti: Luca Lombardi (Gaetano Cuomo).
- Ascolti Total Audience: 1.059.000 - 5,94%

## Strade perdute
- Diretto da: Ludovico Di Martino
- Soggetto di: Maurizio Careddu, Luca Monesi, Angelo Petrella con la collaborazione di Sara Cavosi e Elena Tramonti
- Sceneggiatura di: Sara Cavosi e Elena Tramonti

### Trama
Lino spiega a Massimo che Angelo soffre di pitiriasi (infatti Lino si è consultato con il medico che lavora all'infermeria dell'IPM) sulla sua pelle ci sono delle chiazze che appaiono e scompaiono, di conseguenza Silvia non si era sbagliata, e Angelo sta mentendo e potrebbe confermare l'alibi della ragazza la quale rischia ingiustamente una condanna per omicidio. Però Massimo è costretto a disilludere Lino, infatti la pitiriasi di Angelo non necessariamente prova che lui sia stato con Silvia, e in ogni caso ricorda a Lino che lui non ha l'autorità per indagare.
Raffaele grazie a i permessi d'uscita, inizia ad allenarsi, e Pietro e i suoi amici lo accolgono in squadra, così lui si ambienta facilmente e gli regalano anche della scarpe da calcio. Enrico, vedendo la figlia ossessionata da Edoardo, tenta di convincerla a dimenticarlo dando per scontato che è fuggito, ma Teresa ha il sentore che a Edoardo sia successo qualcosa di terribile.
Lino e Pino, nelle docce, soccorrono Gianni: Samuele gli ha spezzato le dita della mano destra, in seguito a un diverbio in sala comune. Dopo quanto accaduto, Massimo mette in isolamento sia Samuele che Federico. Successivamente, Massimo mette anche Diego in isolamento per aver colpito con una violenta testata Sonia, la quale voleva solo aiutarlo avendo visto che stava male essendo in astinenza da metanfetamina.
Con dei flashback si scopre il motivo dell'arresto di Angelo: la sorella maggiore Irene era in auto con il suo spacciatore, il quale investì una donna. Quella notte Angelo conobbe Silvia, i due fecero amicizia e dopo aver fatto l'amore con lei la riaccompagnò a casa. Irene spiegò al fratello che il suo spacciatore le avrebbe fatto del male dato che Irene era l'unica a sapere che egli aveva investito quella donna, dunque per proteggere Irene, il fratello si è assunto la responsabilità del crimine dichiarando il falso alla polizia.
Mentre Raffaele è nello spogliatoio insieme ai suoi compagni di squadra, si scatena un terremoto, tutti fuggono lasciando Raffaele indietro; appare poi l'avvocato Alfredo che lo deride, in quanto Raffaele si sta illudendo di avere una vita normale ma la realtà dei fatti è che lui è un assassino; Raffaele poi si sveglia, dato che era solo un incubo. La mattina seguente, Raffaele parla con Angelo esortandolo a raccontare la verità se veramente lui può scagionare Silvia, reputandola una brava ragazza che non merita di finire in galera per un omicidio di cui non è colpevole.
Intanto, Carmela sta diventando una figura rispettata nella criminalità napoletana, pagando profumatamente i trafficanti affinché passino dalla sua parte. Lino, contravvenendo agli ordini di Massimo, va a trovare Irene nel bar dove lei lavora, dove tenta di convincerla ad ammettere che Angelo non ha investito la donna commettendo il crimine per cui è stato arrestato, ma lei non intende collaborare. Lino non si arrende, e prova anche a pedinarla, ma Irene avendo notato che la seguiva, gli intima di lasciarla in pace altrimenti lo denuncerà alla polizia.
Teresa, inaspettatamente, va al Cimitero di Poggioreale vedendo Carmela davanti al mausoleo dei Ricci con in mano un mazzo di girasoli, e intuisce che Edoardo sia morto e che il suo corpo si trova lì. In quel momento arrivano due sicari mandati da Wanda che sparano a Carmela, tuttavia Teresa istintivamente le fa da scudo prendendo un proiettile al suo posto. La guardia del corpo di Carmela spara ai due sicari mettendoli in fuga, ma Teresa è gravemente ferita e Carmela, sorpresa che l'amante di suo marito che lei odia le abbia salvato la vita, la implora di non morire, e grida alla sua guardia del corpo di chiamare l'ambulanza.
- Altri interpreti: Peppe Miale (Enrico Polidori), Luca Lombardi (Gaetano Cuomo).
- Guest: Giuseppe Tantillo (Alfredo D'Angelo).

## Il labirinto delle verità
- Diretto da: Ludovico Di Martino
- Soggetto di: Maurizio Careddu, Luca Monesi, Angelo Petrella con la collaborazione di Sara Cavosi e Elena Tramonti
- Sceneggiatura di: Maurizio Careddu

### Trama
Teresa viene ricoverata in ospedale: è fuori pericolo anche se la sua gravidanza è a rischio. Dopo quanto accaduto, Massimo e Sofia tentano di far ragionare Rosa, in quanto per colpa sua e di Carmela per poco Teresa non moriva, cercano di farle capire che sta sbagliando a votare la sua vita alla camorra, e così facendo Rosa finirà soltanto per perdere tutto.
Gianni viene portato in ospedale, dove la sua mano viene operata ma per un po' non potrà muoverla visto che il tendine è lesionato, quindi non parteciperà al contest. Il medico gli spiega che c'è un'alternativa, un innesto tendineo, affinché l'operazione venga fatta in tempi brevi deve rivolgersi a una clinica privata, ma dovrà versare ventimila euro. Beppe, non riuscendo a contenere la rabbia, va in isolamento e colpisce Samuele con uno schiaffo dato che egli non mostra rimorso per quello che ha fatto a Gianni, ma a quel punto Lino allontana Beppe per evitare che la faccenda peggiori.
Luigi tenta di convincere il fratello a dimenticare il calcio, ritenendo che lui non farà mai carriera, al massimo troverà solo un lavoro umile, mentre Luigi ha già pronta una casa per loro, promettendo a Raffaele che al suo fianco condurrà una vita comoda e spensierata. Raffaele si lascia condizionare dalle parole del fratello, spiegando a Massimo che non vuole più far parte della squadra. Il comandante è consapevole che Raffaele non sarebbe mai diventato un calciatore di successo, e che in realtà era solo un espediente per convincerlo a riprendere a studiare e aiutarlo a responsabilizzarsi, ma il ragazzo preferisce rinunciare totalmente.
Beppe, Alina e Pino mettono in piedi una raccolta fondi online per racimolare la somma necessaria per far operare Gianni. Diego, in isolamento, dà di matto, quindi Samuele tramite Lino gli consegna una dose di metanfetamina per aiutarlo a calmarsi. Silvia, nella propria cella, trova un altro regalo da parte di Lino: degli orecchini.
Tramite dei flashback si apprende di più sul passato di Simone: aveva comprato una pistola con l'intento di uccidere suo padre, Don Salvatore, proprio lo stesso giorno in cui lui e Wanda decisero di orchestrare l'attentato a Edoardo. Donna Wanda, che si era accorta che Simone voleva uccidere Don Salvatore, insieme ai suoi uomini lo fermò dal momento che Simone si sarebbe solo fatto uccidere. Dato che Simone non apparteneva a nessun gruppo camorrista, Donna Wanda decise di prenderlo sotto la sua ala visto che era rimasta colpita dalla sua intraprendenza.
La madre di Edoardo, dopo aver saputo quello che è accaduto a Teresa, pretende delle spiegazioni da Carmela la quale, vedendola insistere sul chiamare Edoardo al telefono, è costretta a spiegare alla suocera che il figlio è morto. Nel frattempo, mentre Teresa è in ospedale, chiede a un'infermiera di chiamare la polizia, rivelando che Edoardo è morto e che il suo cadavere è nel mausoleo dei Ricci. Adesso che la morte di Edoardo è ufficiale, Massimo dà la notizia ai detenuti, e la polizia deve perquisire il mausoleo e dato che Rosa è legalmente l'unica Ricci rimasta deve essere presente. Luigi suggerisce a Rosa di uccidere Wanda in modo da non sembrare deboli, ma Rosa e Simone ritengono che attentare alla vita di Wanda potrebbe essere troppo avventato, il modo migliore per indebolirla è sottrarle le piazze di spaccio.
Beppe va a trovare Sofia a casa sua, scoprendo  il motivo per cui era stata a Parigi: lei ha una figlia, e si chiama Lorenza. Era giovane quando l'aveva avuta, e da quando Lorenza aveva 6 anni lei e la madre si sono separate; lei è una ragazza problematica e Sofia ha deciso di farla venire a vivere a Napoli con lei. Già da subito Lorenza si mette nei guai, rubando in una chiesa i soldi delle offerte. Silvia, in sala comune, parla con Angelo, spiegandogli che sa della sua pitiriasi, questa volta non intende litigare con lui, ma gli chiede almeno di essere sincero sulla notte che hanno trascorso insieme: purtroppo Angelo si limita a dirle "Mi dispiace".
Teresa è ancora sotto osservazione, e i suoi genitori, benché all'inizio non volessero la bambina, ora desiderano che lei porti a termine la gravidanza. Teresa confessa a sua madre Isabella che vuole chiamare la piccola come lei. Intanto Maria, la madre di Rosa, si agita quando Massimo le rivela che il mausoleo dei Ricci verrà sottoposto a una perquisizione. Massimo e Sofia portano Rosa al Cimitero di Poggioreale, a quel punto Massimo vede la foto di Assunta sulla tomba di Maria capendo che lei è in realtà la madre di Rosa, infatti quando la polizia ne apre la bara, Rosa rimane allibita constatando che è vuota.
Benché Rosa avesse messo in chiaro con Carmela che per ora non avrebbero dichiarato guerra a Wanda per evitare spargimenti di sangue concentrandosi invece sulla conquista delle piazze di spaccio, Carmela agendo di propria iniziativa fa tendere un agguato agli uomini di Wanda facendoli uccidere, dichiarando che è un ordine di Rosa.
- Altri interpreti: Peppe Miale (Enrico Polidori), Ilenia Incoglia (Isabella Polidori).
- Guest: Giuseppe Tantillo (Alfredo D'Angelo), Raiz (Don Salvatore Ricci).

## Ad ogni costo
- Diretto da: Francesca Amitrano
- Soggetto di: Maurizio Careddu, Luca Monesi, Angelo Petrella con la collaborazione di Sara Cavosi e Elena Tramonti
- Sceneggiatura di: Maurizio Careddu

### Trama
Rosa è sconvolta dopo aver visto la tomba di Maria vuota, così intuisce che sua madre probabilmente è viva. Massimo va a trovare Maria a casa sua ma lei non è lì. Intanto Samuele, Federico e Diego non sono più in isolamento, tuttavia Sofia ha notato che Diego non sta bene. Marta e Sonia usano il magazzino come palestra per fare boxe montando un sacco da pugilato, Beppe promette alle due ragazze che fornirà il resto dell'attrezzatura, e desidera inoltre invitare altri ragazzi dell'IPM al corso di boxe.
Lorenza si è già messa nei guai a scuola, Sofia non riesce a gestire l'irriverenza di sua figlia, la quale tra l'altro all'IPM incontra Samuele mentre egli pulisce i corridoi. I due iniziano a provare attrazione l'una per l'altro, inoltre Samuele rimane sorpreso quando scopre che Lorenza è la figlia della direttrice. Mentre Samuele e Federico sono nelle docce diventano vittime di un agguato di Pino, Luigi e Simone che li picchiano brutalmente, punendoli per quello che hanno fatto a Gianni.
Poco dopo, Angelo esce con un permesso, durante il quale passa una piacevole giornata insieme al padre e a Irene. Quest'ultima torna a casa dopo un allenamento con la squadra di pallavolo, ma dopo essersi fatta la doccia nota che Angelo ha frugato nel suo borsone: il ragazzo constatando che la divisa sportiva di Irene è pulita, chiaro segno che non era andata agli allenamenti, capisce che continua a frequentare cattivi giri. Angelo si arrabbia con lei, sottolineando che mentre lui, per proteggerla, si è lasciato arrestare, lei invece continua solo a mettersi nei guai.
Con dei flashback si conosce l'infanzia di Lorenza: quando viveva a Parigi era solo il padre a seguirla, Sofia era concentrata solo sul lavoro, anche se in realtà era soltanto un pretesto per mettere distanza dalla figlia. Pur amandola, Sofia non riusciva a superare la morte della sorella e ciò la spingeva a non voler coltivare un rapporto con Lorenza. Quest'ultima, delusa dalle continue assenze di sua madre, decise di non volerla più nella sua vita, Sofia lasciò la propria casa dopo aver accettato un lavoro sotto copertura, e desiderava salutare la bambina ma Lorenza non voleva più nemmeno rivolgerle la parola.
Teresa è ancora in ospedale, Enrico e Isabella le spiegano che, stando a quanto dicono i medici, se lei porta a termine il parto rischia di morire, e che per salvarsi deve rinunciare alla bambina, ma Teresa non intende perdere sua figlia. Poco dopo, Teresa inizia a sentirsi male: perde sangue, infatti sta per partorire, sebbene non sia affatto al termine della gravidanza. 
Rosa tenta di conversare amichevolmente con Tommaso, e ammette che è dispiaciuta per la morte di Eugenio, spiegandogli che anche lei ha perso i suoi fratelli. Tommaso non ritiene che tra le due cose ci siano dei parallelismi, poiché Eugenio era solo un bambino mentre Rosa e i membri della sua famiglia sono criminali che non sanno rispettare la vita. Rosa non accetta le sue critiche facendogli notare che Tommaso, al contrario di lei, è un assassino.
Raffaele è sempre più affranto per la morte di Alfredo, e confessa a Luigi che ciò che veramente lo fa stare male è che ucciderlo non è servito a niente, perché fondamentalmente sono state solo Carmela e Rosa a guadagnarci. Purtroppo Lino dà una brutta notizia a Silvia: a breve verrà disposta un'udienza preliminare, ed è solo questione di poco e verrà condannata per l'omicidio di Alfredo.
Durante il corso per la preparazione del caffè, Rosa chiede a Tommaso di scoprire dove si nasconde sua madre, dal momento che sua madre Tiziana lavora in magistratura. Tommaso non intende aiutarla, ma Rosa gli propone un patto: lui le darà le informazioni che le servono, e in cambio del suo aiuto Rosa scoprirà chi erano gli artefici della morte di Eugenio.
- Altri interpreti: Peppe Miale (Enrico Polidori), Ilenia Incoglia (Isabella Polidori), Salvatore Barruffo (gestore canile), Ernesto Parisi, Maxence Dinant (ex compagno di Sofia), Francesco Cesareo (visitatore canile).

## Le seconde occasioni
- Diretto da: Francesca Amitrano
- Soggetto di: Maurizio Careddu, Luca Monesi, Angelo Petrella con la collaborazione di Sara Cavosi e Elena Tramonti
- Sceneggiatura di: Angelo Petrella

### Trama
Luigi, Raffaele e Simone cercano la lite con Tommaso, ma Rosa impone ai tre di lasciarlo in pace: ormai il ragazzo è sotto la protezione della giovane Ricci. Silvia rischia 10 anni di carcere per omicidio, ma Rosa desidera aiutare l'amica: è anche disposta a metterle a disposizione un buon avvocato, ma Silvia ha perso ogni speranza, dato che ormai ha capito che le sue cattive scelte l'hanno messa in questa brutta situazione. Teresa dopo il parto è caduta in coma; Carmela va a trovarla spronandola a risvegliarsi, conscia che le deve la vita e le chiede di essere forte per sua figlia.
Tiziana va a prendere Tommaso che ha un permesso d'uscita, e lo porta in magistratura e lui ne approfitta per entrare di nascosto nell'ufficio di Manuele Schirani, il magistrato che sta indagando sulla sparizione di Maria. Silvia chiede a Angelo per quale motivo non vuole darle l'alibi di cui lei ha bisogno, e purtroppo Angelo le spiega che sua sorella è una tossica che può contare solo su di lui, anche perché il padre vive con la sua nuova moglie. Irene si era messa nei guai e dato che al contrario di lei, Angelo è ancora minorenne si è preso la colpa al suo posto. 
Luna, di ritorno, va a trovare Milos in prigione spiegandogli che ha chiesto aiuto a un buon avvocato, di conseguenza gli farà avere un permesso d'uscita. Diego è diventato ingestibile a causa dell'abuso di droghe, e in piena notte, Milos fa chiamare Lino dato che Diego ha le convulsioni febbrili. Le guardie carcerarie ispezionano dunque le celle, ma Lino è consapevole che la droga appartiene a Samuele e Federico; però le metanfetamine vengono trovate nella cella di Angelo che ora rischia un'accusa per spaccio di droga benché lui giuri di essere innocente. Massimo intuisce subito che qualcuno sta cercando di incastrare Angelo.
Con dei flashback si conosce il passato di Sonia: veniva presa in giro dalle sue coetanee dato che era considerata una ragazza sciatta e sfigata. Lei pur di farsele amiche diede loro alcuni degli psicofarmaci di cui sua madre faceva uso, ma purtroppo Sonia iniziò ad abusare delle droghe e ne divenne dipendente. Una sera, uno spacciatore a cui doveva dei soldi, tentò di violentarla; fu in quel frangente che conobbe Marta la quale picchiò lo spacciatore proteggendola, convincendo Sonia a non fare più uso di droghe.
Intanto, Pino, al centro cinofilo, affida un cane a un uomo che ha deciso di prendersene cura, tuttavia il ragazzo nota che l'uomo non è molto affettuoso con il cane, sospettando che ci sia qualcosa di strano. Nell'ospedale, Teresa si è risvegliata, e riceve una visita di Carmela, alla quale cerca di far capire che deve cambiare vita, e che non può continuare a mettere Edoardo sul piedistallo, sottolineando quanto sia stato una figura assente per entrambe e non ha mai saputo amarle nel modo giusto. Anche se è evidente che Carmela ha capito che Teresa ha ragione, il suo orgoglio le impedisce di ammetterlo, aggiungendo che Teresa parla male di Edoardo solo perché alla fine egli ha scelto lei, anziché la sua amante. Carmela lascia Teresa in compagnia dei suoi genitori, e Teresa non può fare a meno di compatire Carmela avendo capito che lei e il piccolo Ciro sono condannati a una vita miserabile.
Rosa regala a Luigi le chiavi della casa che ha comprato per lui; intanto Teresa con i genitori e la piccola Isabella, torna a casa godendosi un momento di serenità. Tommaso torna all'IPM dando a Rosa l'indirizzo della casa dove attualmente abita Maria. Con un permesso d'uscita Rosa si fa accompagnare da Carmela nella casa dove risiede sua madre, inoltre dovendo rispettare la sua parte dell'accordo incarica Carmela di indagare sulla morte di Eugenio. Raggiunta la casa Rosa entra e vede che Maria ha fatto un ritratto della figlia, infine Maria fa la sua comparsa.
- Altri interpreti: Peppe Miale (Enrico Polidori), Ilenia Incoglia (Isabella Polidori), Chiara Sacco (amica di Sonia), Irene Giussani (amica di Sonia), Cisky Capizzi (pusher di Sonia).

## L'eco del male
- Diretto da: Ludovico Di Martino
- Soggetto di: Maurizio Careddu, Luca Monesi, Angelo Petrella con la collaborazione di Sara Cavosi e Elena Tramonti
- Sceneggiatura di: Sara Cavosi e Elena Tramonti

### Trama
Rosa è allibita nel constatare che la madre sia ancora viva; lei cerca di farle capire che Don Salvatore, il padre che Rosa amava tanto, era solo un uomo che viveva per la propria brama di potere, e che per lui era anche più importante della famiglia stessa. Carmela cerca di prendere le difese di Maria, ma Rosa non vuole sentire ragioni, non accettando che il ricordo di suo padre venga infangato. Massimo va a trovare Maria che si scusa con lui per avergli mentito sulla sua identità, visto che ormai si sta rassegnando temendo di aver perso Rosa dato che lei si è fatta condizionare dalla cattiveria del padre. Carmela, in auto, riaccompagna Rosa all'IPM, ma proprio in quel momento Milos esce dal carcere dato che ha un permesso d'uscita, e Carmela per un momento era tentata di investirlo, ma si è astenuta su ordine di Rosa, la quale è stufa constatando che Carmela sta diventando ingestibile.
L'avvocato di Samuele e Federico fa domanda per un permesso d'uscita per i due ragazzi, ma Sofia non intende accordarlo. Inoltre è consapevole che Angelo non c'entra nulla con le metanfetamine che circolano in carcere e che dietro a tutto ci sono loro due. Rosa nella propria cella distrugge il quadro di Maria, arrabbiandosi poi con Massimo per averglielo regalato. Di tutta risposta, lui tenta di aiutarla a calmarsi cercando di farle capire che il fatto che Maria è viva, può rappresentare per lei una seconda possibilità, ma Rosa afferma che sua madre è morta per lei.
Beppe cerca di aiutare Diego, non volendo che faccia la fine di Serena che è morta per non aver saputo dominare la sua dipendenza da droghe, quindi lo convince a prendere parte al corso di boxe di Marta e Sonia, quest'ultima inizia a stringere amicizia con lui, al contrario Marta trova fastidiosa la sua presenza. Intanto Raffaele e Luigi escono con un permesso e portano la madre nella loro nuova e lussuosa casa, tuttavia Carmela convoca Luigi e, mentendogli, lo informa che Rosa ha ordinato la morte di Milos e dovrà essere proprio lui a ucciderlo. Rino (la guardia del corpo di Carmela) gli affida una pistola.
Si scopre con dei flashback le circostanze dell'arresto di Samuele e Federico: una notte i due presero un autobus alla cui guida c'era un uomo di nome Stefano che aveva coperto il turno di un suo collega per fargli un favore. L'autista voleva tornare a casa dalla famiglia per festeggiare il suo compleanno; oltre Federico e Samuele c'era solo un altro passeggero, una giovane ragazza. I due si misero a importunarla tanto che Stefano fermò l'autobus e prese le sue difese. La ragazza fuggì mentre Samuele e Federico picchiarono l'autista fino ad ucciderlo.
L'uomo che prima era venuto al centro cinofilo per adottare un cane si presenta nuovamente, infatti vuole prenderne altri due, tuttavia Pino non si fida di lui. Pino, in sella al suo scooter, lo segue fino al suo ufficio, nella zona portuale. Scopre che nel suo ufficio, in un pannello del soffitto, nasconde del denaro in contanti, inoltre nel cassonetto della spazzatura vede il cadavere di Pietra, il cane che all'inizio aveva adottato. Adesso Pino ha capito che i cani vengono usati per portare droga, torna all'IPM spiegando ad Alina che intende denunciarli alla polizia, ma prima deve rubare i loro soldi: copriranno così le spese per l'operazione alla mano di Gianni.
La madre di Luigi ha un'overdose, lui arriva a picchiare lo spacciatore che le aveva venduto la droga, dopo che la madre gli ha detto dove trovarlo. Intanto, Federico manomette il pannello elettrico dell'IPM in piena notte, e per via del blackout i ragazzi rimangono in sala comune, dove Simone cerca di convincere Rosa a dare un'altra possibilità a Maria, spiegandole che lui ha perso la propria madre consigliando a Rosa di non dare per scontata la fortuna di avere Maria al suo fianco. Silvia entra in confidenza con Angelo il quale soffre per tutti i problemi che Irene gli sta causando, lei ha un carattere debole e purtroppo Angelo è costretto a prendersi cura della sorella.
Lino scopre che è stato Federico a far saltare la corrente, ma quest'ultimo è consapevole che non lo denuncerà. Era tutto un piano escogitato per far sì che Samuele raggiungesse l'ufficio di Sofia, perché lui vuole accedere al portatile della direttrice ma non riesce a entrare nel file sulla relazione che Sofia ha scritto su lui e Federico da consegnare al giudice: loro infatti vogliono il permesso d'uscita. Proprio nell'ufficio, Samuele incontra Lorenza, seducendola e convincendola ad accedere al file, mentre Lino fa riattivare la corrente senza raccontare a Massimo del coinvolgimento di Federico.
In casa sua, Carmela tiene tra le mani la camicia di Edoardo, quella che lui indossava il giorno in cui chiese a Carmela di sposarlo, pensando a quanto senta la sua mancanza. Luna, nella propria casa, dà ospitalità a Milos, e quando esce lasciando Milos tutto solo, quest'ultimo riceve l'inaspettata visita di Luigi il quale gli punta contro la pistola.
- Altri interpreti: Artemisia Meinero (fidanzata di Samuele), Salvatore Barruffo (gestore canile), Francesco Cesareo (visitatore canile).

## Un'altra vita
- Diretto da: Ludovico Di Martino
- Soggetto di: Maurizio Careddu, Luca Monesi, Angelo Petrella con la collaborazione di Sara Cavosi e Elena Tramonti
- Sceneggiatura di: Luca Monesi

### Trama
Milos non intende difendersi, al contrario esorta Luigi a sparargli, ma egli non trova il coraggio di farlo e lo porta via di lì, accompagnandolo alla stazione ferroviaria tentando di convincerlo a lasciare Napoli. Luigi reagisce male quando Raffaele, dopo quanto accaduto alla madre, afferma di non voler più abitare in quella casa: la madre si è rovinata perché è una tossica non trovando dunque giusto vivere in una casa comprata con i soldi della droga.
Marta odia vedere Sonia stringere amicizia con Diego, ma dato che anche Sonia come lui ha avuto problemi legati all'abuso di droghe, ci terrebbe ad aiutarlo. Milos decide di non scappare, ma torna a casa di Luna che pur di metterlo al sicuro lo fa nascondere da un suo amico. Intanto Pino e Alina, grazie al loro permesso d'uscita, vanno nel magazzino e rubano i soldi, riescono a scappare e si nascondono in una nave, trascorrono lì tutta la notte e fanno l'amore, anche se poi il mattino dopo vengono sorpresi in possesso dei soldi rubati. I due vengono riportati all'IPM, dove si scopre che a Pino sarebbe stata concessa la messa in prova, ma che con questa bravata gli verrà negata. 
Gianni chiede a Pino per quale motivo ha cercato di rubare quei soldi avendo prolungato la sua detenzione in carcere: Pino gli spiega che desiderava solo vedere l'amico esibirsi in un concerto con Carmine, Filippo e Gemma tra il pubblico. Quando Gianni confessa a Pino di volergli bene come a un fratello, Pino gli rivela di aver fatto l'amore con Alina, tuttavia Gianni non è arrabbiato e in ogni caso aveva già capito che Pino e Alina si amano dal modo in cui si guardavano, infine Pino e Gianni si abbracciano.
Lorenza, in casa, approfittando del fatto che Sofia dorma sul divano, accede al file sul computer di sua madre modificando la relazione che ha scritto su Federico e Samuele. Marta parla con Federico spiegandogli che è a conoscenza del fatto che lui vende metanfetamine, ed è disposta a tenere la bocca chiusa ma a patto che lui le faccia avere un cellulare. Federico corrompe Lino che gli consegna un cellulare che poi lui fa calare nella cella di Marta.
Tommaso e Rosa vengono proiettati in una realtà diversa dove Maria è riuscita a scappare dal marito portando con sé i figli mentre Eugenio è ancora vivo, dove Rosa e Tommaso si amano e studiano insieme all'università alla facoltà di legge, con Maria, Tiziana, Ciro e Eugenio che assistono orgogliosi alla loro cerimonia di laurea. Nella cappella dell'IPM Tommaso confessa a Rosa che, da quando è morto il fratello, vive solo nella rabbia e nell'odio, ritenendo che quello che lo circonda è un mondo troppo ingiusto, perseguitato dal rimorso di non aver saputo proteggere Eugenio. Rosa gli fa una solenne promessa: troverà gli assassini di Eugenio.
Luigi accompagna Rino a casa di Luna, a quel punto Rino la picchia e le spara uccidendola, dato che lei non voleva dirgli dove Milos si nasconde, e Luigi non ha fatto niente per difenderla. Rino vede una foto di Luna insieme a un uomo,  riconoscendolo come uno che lavora in una chiesa e che offre rifugio, capendo dunque che Milos potrebbe nascondersi lì. Dopo aver informato Carmela, lei va in chiesa per uccidere Milos. Contemporaneamente, in seguito a un rimorso di coscienza, Luigi tenta di salvarlo ma è troppo tardi: Carmela lo batte sul tempo, armata di pistola ha già ucciso Milos, il quale accetta la propria morte con rassegnazione. Luigi raggiunge la chiesa e trova il corpo senza vita di Milos stringendolo tra le sue braccia.
- Altri interpreti: Francesco Cesareo (sfruttatore di cani).
- Guest: Giacomo Giorgio (Ciro Ricci).

## La verità
- Diretto da: Ludovico Di Martino
- Soggetto di: Maurizio Careddu, Luca Monesi, Angelo Petrella con la collaborazione di Sara Cavosi e Elena Tramonti
- Sceneggiatura di: Maurizio Careddu e Luca Monesi

### Trama
Luigi confessa a Raffaele che Carmela ha ucciso Milos, tuttavia Luigi, affranto, si reputa il solo responsabile: assetato di potere ha tradito Milos, ed è stato lui a consegnarlo nelle mani di Carmela. I fratelli Di Meo tornano all'IPM, e in piena notte i ragazzi vengono portati in cortile venendo informati della morte di Milos. La mattina dopo, Carmela visita la tomba di Edoardo dando per scontato che ora lui riposerà in pace dato che è stato vendicato.
Dal momento che Luigi crede erroneamente che sia stata Rosa a ordinare la morte di Milos, la minaccia promettendole che farà la stessa fine. Massimo, trascorrendo più tempo con Maria, inizia a provare qualcosa per lei, e tenta anche di baciarla, tuttavia Maria gli consegna delle lettere scritte per la figlia, ma che non ha mai avuto l'occasione di spedire. Maria confessa a Massimo che quando era internata nella clinica c'era un infermiere pagato dal marito che le somministrava i farmaci.
Sofia si arrabbia con la figlia quando scopre che lei ha modificato la relazione su Federico e Samuele i quali ora hanno un permesso d'uscita. Lorenza si mette a provocarla accusandola di essere patetica: lei vive ancora in funzione della morte della sorella. Beppe tuttavia consiglia a Sofia di sorvolare su quello che Lorenza ha fatto, almeno per evitare che il rapporto con la figlia si inasprisca.
Lino fa un altro regalo a Silvia, tuttavia lei sembra non gradirlo, gli spiega che purtroppo non è capace di amarlo, ed  è evidente che lei inizia a provare dei sentimenti per Angelo, infatti i due in sala comune arrivano anche a baciarsi. Marta si è accorta che Diego e Sonia sono attratti l'uno dall'altra; Diego ormai ha ritrovato il proprio buon umore. Marta, mentre è sola in palestra con Diego tenta di sedurlo, ma lui la tiene a distanza.
Con dei flashback si conoscono le circostanze dell'arresto di Sonia e Marta: quest'ultima tramite un sito di incontri online adescava uomini più grandi di lei, con l'apparente intento di andarci a letto, ma in realtà Sonia li minacciava di violenza e loro le pagavano per lasciarli in pace ed evitare che si venisse a sapere che avevano tentato di sedurre una minorenne. Con i soldi che estorcevano si erano anche pagate una lussuosa vacanza in crociera. Sonia però non era sicura di voler continuare con questi ricatti. Una sera purtroppo Marta tentò di adescare un altro uomo, che in realtà era un poliziotto sotto copertura che stava indagando su di lei, e Sonia arrivò anche ad aggredirlo.
Carmela va a trovare Rosa all'IPM e ad attenderla c'è un aspro rimprovero da parte della giovane Ricci, la quale non voleva la morte di Milos. Rosa tira uno schiaffo a Carmela quando quest'ultima nomina Don Salvatore: è evidente che Rosa è ancora arrabbiata con lei dato che suo marito Edoardo le ha ucciso il padre. Rosa le impone il veto di lasciare in pace Wanda dato che Carmela progettava di ucciderla, mettendo in chiaro che è lei a comandare e che Carmela deve solo obbedirle, inoltre la esorta a scoprire chi ha ucciso il fratello di Tommaso.
Diego non si era accorto che in palestra, Marta aveva registrato tutto con il cellulare, così lei mostra il video a Sonia distorcendo i fatti in modo che la sua amica perda interesse per lui. Massimo va a casa dell'infermiere che lavorava alla clinica, e quando nomina Maria egli tenta di accoltellare Massimo ma lui lo disarma facilmente. L'infermiere allora gli consegna le registrazioni delle telefonate tra lui e Don Salvatore, conservate per tutelarsi. Massimo va nella cella di Rosa e le consegna le registrazioni, e lei ascoltandole scopre che suo padre pagava l'infermiere per imbottire Maria di farmaci segregandola in quella clinica; prende così atto che sua madre non le aveva mentito.
Simone esce con un permesso e va a trovare Wanda, la quale anche lei, a sua volta, è fuori grazie a un permesso, godendosi un po' di svago in un centro benessere. Carmela va all'IPM e in sala colloqui spiega a Rosa che ha scoperto che, a guidare la stesa dove morì Eugenio, era stato nientemeno che Ciro. Carmela è visibilmente soddisfatta nel vedere Rosa tanto affranta; infatti quest'ultima ha scoperto che il fratello ha causato la morte di un bambino innocente, così va sul tetto dell'IPM e si strappa dal collo la collana con la foto di Ciro gettandola in mare.
- Altri interpreti: Giuseppe Carosella (infermiere clinica).
- Guest: Giacomo Giorgio (Ciro Ricci).

## Innocente
- Diretto da: Ludovico Di Martino
- Soggetto di: Maurizio Careddu, Luca Monesi, Angelo Petrella con la collaborazione di Sara Cavosi e Elena Tramonti
- Sceneggiatura di: Maurizio Careddu

### Trama
L'episodio inizia con un flashback dove Donna Wanda informa Simone che suo padre è morto. Quando Simone le domandò l'identità dell'assassino, lei gli rivelò che a ucciderlo era stato Edoardo. Nell'ospedale in cui era ricoverato, Wanda lo aveva fatto tenere d'occhio; era anche in possesso del video che incriminava Edoardo. Donna Wanda chiese a Simone un consiglio su come usare quel video, e fu quindi lui che le suggerì di mostrarlo a Rosa in modo da allontanarla da Carmine proprio perché dava per scontato che la sorella, smaniosa di vendicare Don Salvatore se avesse scoperto che l'assassino era Edoardo, avrebbe sicuramente abbandonato Carmine.
Massimo consegna a Rosa le lettere che Maria le aveva scritto, lei le legge e in seguito chiede a Massimo di organizzare un incontro con lei. Finalmente Rosa e sua madre si riconciliano, in seguito per un momento, nel cortile dell'IPM, le due vedono Ciro che le guarda con un'espressione affranta, ma poi Rosa e Maria lo ignorano (simbolicamente lo rinnegano). Intanto Gianni va a Roma per il contest, e i ragazzi dell'IPM assistono in TV nella sala comune alla sua esibizione, dato che non può suonare il pianoforte si limita solo a cantare. Proprio in quel momento Gianni si presenta in sala comune, infatti l'esibizione non era trasmessa dal vivo, lui ha perso ma è comunque contento e abbraccia Pino e Alina.
Diego parla con Angelo ammettendo che è dispiaciuto per lui dato che è stato ingiustamente accusato di aver venduto lui le metanfetamine. Più tardi, Rosa confessa a Tommaso che era stato Ciro a guidare la stesa che ha portato alla morte di Eugenio, lui reagisce malissimo, si mette a urlare affermando che è colpa di persone come la famiglia Ricci se la brava gente muore. Gennaro accompagna Raffaele e Luigi in ospedale: la loro mamma sta male, è in coma ed è attaccata a dei macchinari. Quando i fratelli Di Meo vengono riaccompagnati all'IPM, Luigi impulsivamente scappa via.
Al centro benessere Simone, che si era allontanato brevemente, vede che le guardie del corpo di Donna Wanda sono state uccise e che lei è gravemente ferita. Donna Wanda affida a Simone il clan Di Salvo chiedendogli di uccidere Rosa, infine la donna si getta in piscina e muore per affogamento. Sono stati gli uomini di Carmela a ucciderli, le telefonano per informarla che tutto è andato come previsto, infine Carmela guarda la propria fede nuziale facendosi vanto di aver superato Edoardo. Prima dì morire, Donna Wanda chiede a Carmine di pregare per lei... perchè ha paura. 
Silvia sta per essere scortata in tribunale, Angelo decide di aiutarla confessando la verità, ma prima di poterlo fare Raffaele urla di aver ucciso lui Alfredo, confessa a Massimo che è lui l'assassino. Diego trova il coraggio di denunciare Samuele e Federico alla direttrice: sono loro che vendono le metanfetamine, a quel punto la direttrice revoca i permessi d'uscita ma è troppo tardi, i due ragazzi sono già fuori. Diego e Angelo si abbracciano: quest'ultimo gli è riconoscente per aver detto la verità e aver impedito che lui venisse condannato per spaccio.
Sofia va a trovare Silvia nella sua cella, e quest'ultima spiega alla direttrice che si troverà un lavoro, e forse in futuro aprirà un proprio ristorante; ormai Silvia è stata scagionata dall'accusa di omicidio, mentre Gianni ha scontato la propria pena, i due lasciano insieme l'IPM con Rosa, Pino, Angelo, Diego e Alina che li salutano con affetto. Silvia restituisce a Lino il regalo che le aveva comprato, Massimo effettivamente sospetta del collega intuendo che era stato lui a mettere la droga nella cella di Angelo per incastrarlo. Gianni va nel conservatorio di musica e vede Gigi D'Alessio suonare il pianoforte, quest'ultimo consiglia a Gianni di iscriversi al conservatorio perché se ama la musica è il posto giusto per lui.
Massimo bacia Maria la quale sembra corrispondere i sentimenti che prova per lei. Maria e Tiziana vanno all'IPM a prendere Rosa e Tommaso che escono con un permesso d'uscita. Quest'ultimo va al luna park dove morì Eugenio e lì vede Rosa portare dei fiori sulla targa dedicata al bambino. Rosa cerca di fargli capire che lui non deve sentirsi con colpa per non averlo protetto, ma proprio in quel momento una persona, con in mano una pistola, spara a Rosa, tuttavia Tommaso le fa da scudo e si prende il proiettile al suo posto. Tommaso, gravemente ferito, cade per terra, Rosa lo supplica di non morire, poi il ragazzo la guarda e all'immagine di Rosa si sovrappone quella di Eugenio che pronuncia la frase «Mi hai salvato».
- Guest: Gigi D'Alessio (sé stesso), Giacomo Giorgio (Ciro Ricci).